# Phytocoris biumbonatus
Phytocoris biumbonatus är en insektsart som beskrevs av Stonedahl 1995. Phytocoris biumbonatus ingår i släktet Phytocoris och familjen ängsskinnbaggar. Inga underarter finns listade i Catalogue of Life.